# Nau (vaixell)

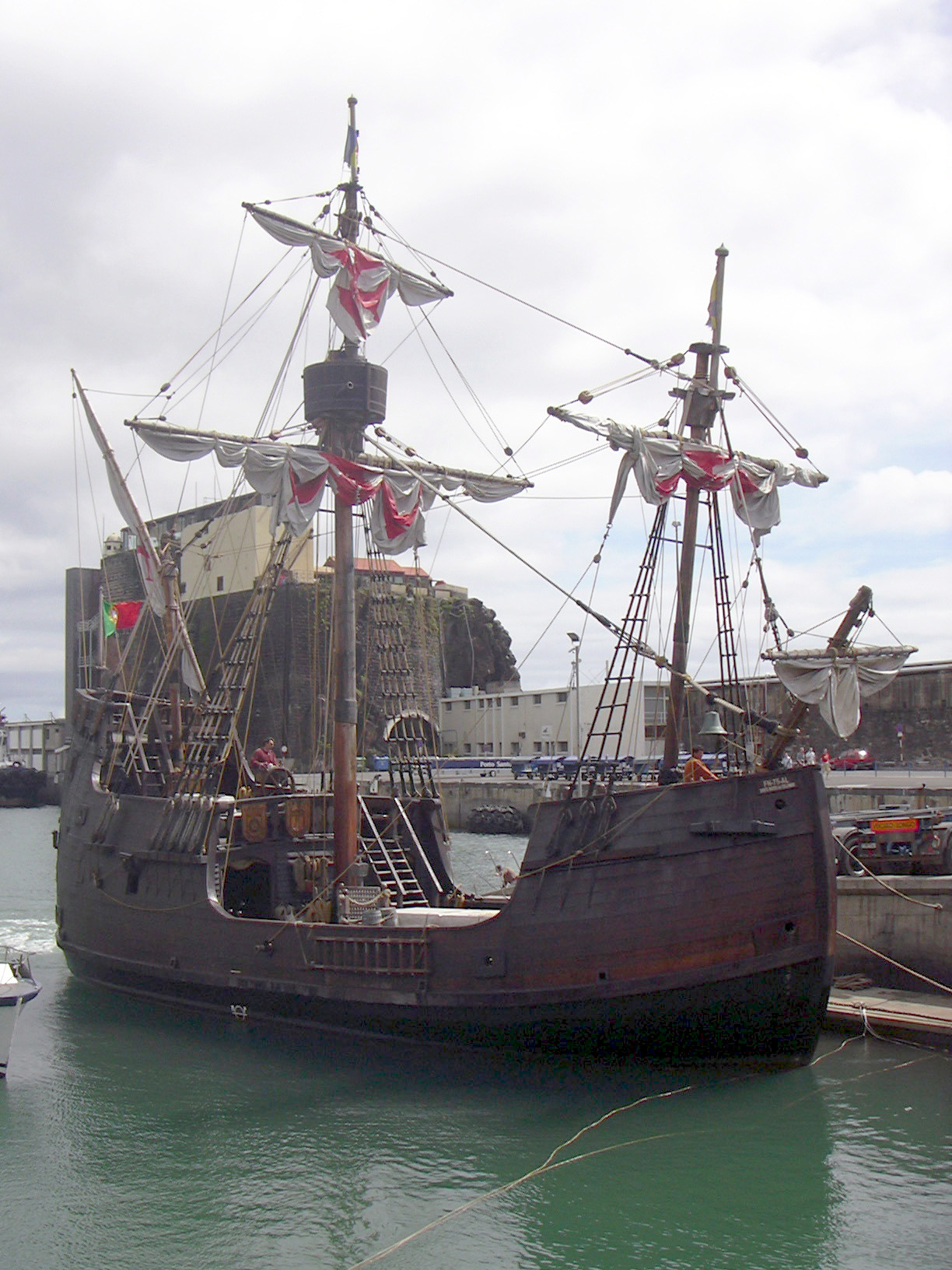
La nau Santa Maria al port de Funchal. Aquesta rèplica fou construïda a Galícia.

Una nau o un navili és un tipus de vaixell mercant o de guerra, propulsat amb vela. Ara bé, la seva forma i tecnologia emprada varià al llarg dels segles. Durant tota l'alta edat mitjana, fins al segle xiv, la nau era construïda segons el principi d'esquelet, amb el folre fet amb taulons encaixats "per testa" i calafatats -com era habitual a la Mediterrània en la construcció naval medieval-, a més a més disposava amb timó de codast com a element de direcció, i dos arbres amb vela llatina com a sistema de propulsió. A l'edat mitjana el terme nau pot correspondre a un genèric o hiperònim, que fa referència a totes les embarcacions que eren propulsades a vela, per a distingir-les del terme galera, emprat també com a genèric per a fer referència a totes les embarcacions propulsades a rem i a vela, en aquest cas.
Era un vaixell de gran port, amb castells de proa i de popa. Podia dur dos, tres o quatre pals, amb fins a dues o tres veles sobreposades.

## Història
La seva configuració bàsica consistia en un buc amb relació una eslora d'aproximadament tres, un pal i una enorme vela rectangular. Amb el pas del temps va anar incorporant avenços significatius, el principal d'ells va ser la incorporació de timó de codast com a reemplaçament del timó d'espadella.
A finals del segle xiii s'inicia la via marítima atlàntica cap a Flandes, en detriment de la tradicional via terrestre i fluvial continental, especialment pel Roine. Els mercaders catalans, genovesos i venecians utilitzaran de forma regular aquesta nova ruta, convertint-se en la principal via d'intercanvi de productes entre la Mediterrània i el nord d'Europa (Flandes i Anglaterra).
De la mateixa manera que embarcacions mediterrànies aniran cap als ports de la costa atlàntica i del canal de la Mànega, també arribaran poc després embarcacions atlàntiques a la Mediterrània, procedents bàsicament del Cantàbric, anomenades 'biscaïnes' -englobant sempre a bascos i càntabres-. Dos mons que havien quedat gairebé aïllats i sense contacte començaran a intercanviar tecnologia, tant naval com nàutica.
Així durant el segle xiv apareix a la Mediterrània la coca, i altres embarcacions atlàntiques com el balener, la barxa, etc. Aquestes eren construïdes segons el principi de folrar primer, i amb les taules del folre tinglades -és a dir superposades-, amb un timó de codast i un arbre amb vela quadra.
Durant més d'un segle el terme coca s'utilitzarà a la Mediterrània com a sinònim de nau, el gran vaixell mercant, arribant a fer-lo gairebé desaparèixer. Però per a distingir la nau/coca mediterrània de l'atlàntica s'afegirà a aquesta última el terme baionesc. En el moment en què la nau/coca mediterrània adopti la vela quadra i el timó de roda, l'únic element que diferenciarà la nau/coca mediterrània de l'atlàntica serà l'aspecte i forma en com fou construït el buc, així a l'atlàntica se li afegirà el terme 'tinglat'.
A principi del segle xv el terme nau es recupera, tornant-se a imposar sobre el terme coca. L'aspecte de la nau mediterrània haurà canviat respecte a la del segle xiii, ara disposa de tres arbres, el de trinquet i el mestre amb vela quadra i el de mitjana amb vela llatina, i timó de codast. S'ha convertit en la nau de velam mixt, el que s'anomena també model caravel·la, en la qual es basen bona part dels vaixells de l'Edat Moderna, com el galió, el navili, la fragata, la corbeta, etc.
La Santa María, el més gros dels tres vaixells emprats per Cristòfor Colom en el seu primer viatge al Nou Món en 1492, era una nau. Les altres dues, la Niña i la Pinta, eren caravel·les.
Una de les moltes rèpliques que hi ha al món, coneguda popularment com "la caravel·la del port", va flotar al Port de Barcelona durant molts anys.
El vaixell anomenat Barceloneta I, trobat a les excavacions al sector de l'antiga estació de les rodalies, les restes del qual es conserven al Museu d'Història de Barcelona, era també una nau construïda al Païs Basc vers el 1410 i enfonsada al port de Barcelona a mitjan segle xv.

## Una nau de tres pals
El document més antic que esmenta una coca (vaixell) de dos arbres a la Mediterrània és un contracte de construcció català de l'any 1353.
Pel que fa a les naus, el document més antic que en mostra una de tres pals és un dibuix de 1409 en el “Libre d'Ordinacions de l'administrador de les places” de Barcelona.

## Exemples
Les naus, com a tipus determinat de vaixell, tingueren una època de difusió especialment important en els segles catorze i quinze. Diverses naus mercants i de guerra foren documentades i alguns detalls es poden consultar actualment. Vegeu, a continuació algunes referències ordenades cronològicament.
- 1270. Vuitena Croada. Lluís IX de França.
  - «... la grant nef du Roy...» (... la gran nau del rei...)[9]
  - La gran nau anterior era la "Paradisus magna".[10]

- 1335. Santa Maria, coca de tres cobertes.[11]

- 1354. Batalla naval de Port del Comte. Tres naus catalanes contra l'armada genovesa.[12]

- 1359. Nau de Barcelona que disparà una bombarda contra una nau castellana, amb encert.[13]

- 1417. Nau corsària catalana de 900 bótes i 500 homes.[14][15][16][17]

- 1421. Armada de Catalunya al servei d’Alfons el Magnànim.
  - Constava de vuit naus i deu galeres.[18]

- 1435. Batalla naval de Ponça (1435)
  - A la batalla naval de Ponça (1435) algunes naus tingueren un paper important.[19]
  - Segons alguns cronistes italians, el rei Alfons el Magnànim anava en una nau molt grossa anomenada la Magnana o Campo Retondo. Probablement es tracta de la gran nau esmentada per Melcior Miralles l'any 1419, propietat de Campredó.[20]
  - Segons Melcior Miralles.[21]

- 1458. Nau d’Alfons el Magnànim.
  - Està documentada una nau de grans dimensions que embarrancà i s'enfonsà a Nàpols el mateix dia de la mort del rei.[22]

- 1463. Va arribar a Barcelona una nau de venecians portant 15.000 quarteres de forment. Era de 1.500 botes. Venia de Flandes i va viatjar des d'Anglaterra en14 dies.[23]

- 1464-65. Benedetto Cotrugli.

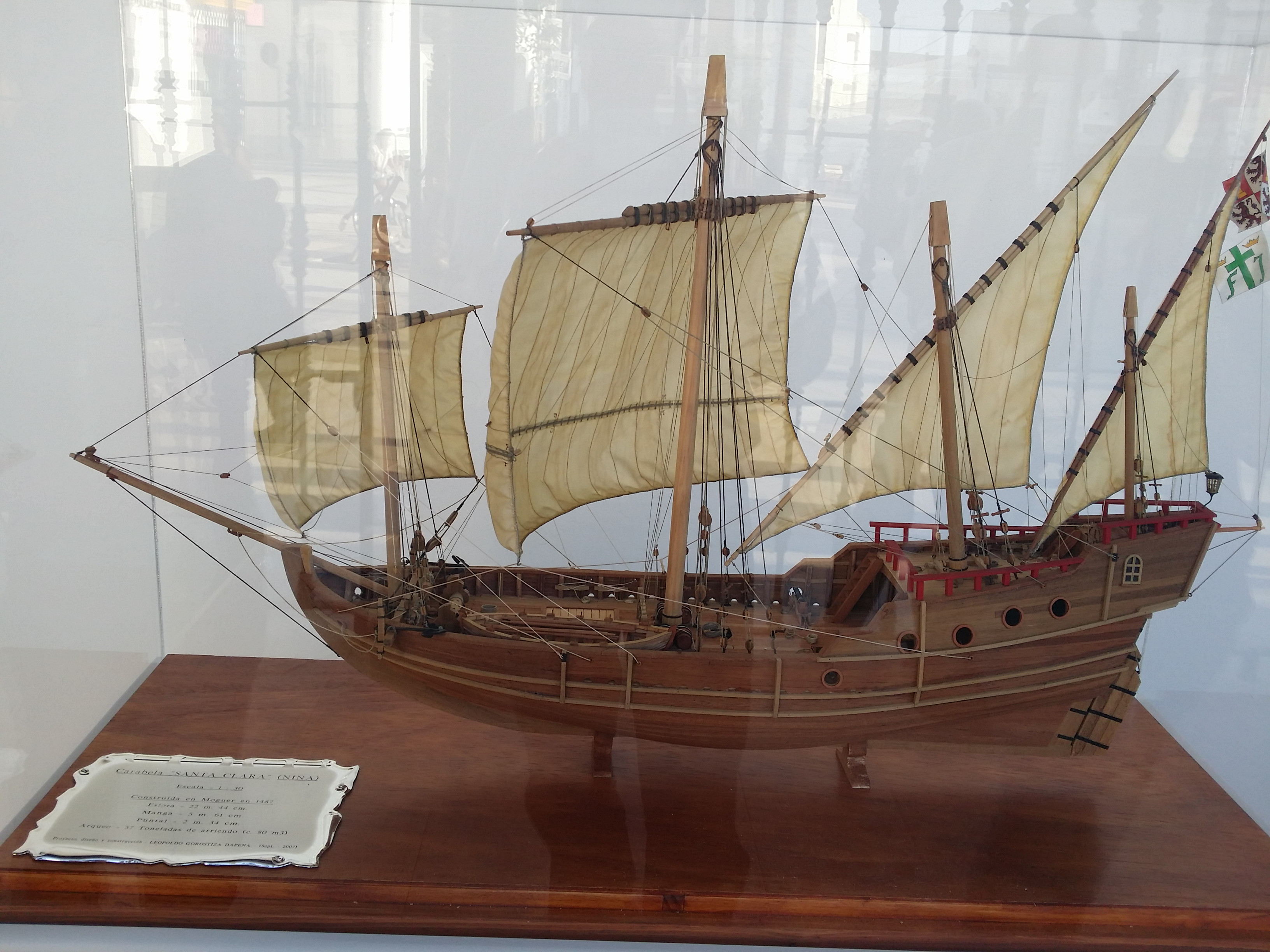
Maqueta de la Niña. Veles (d'esquerra a dreta): vela de trinquet, vela mestra amb boneta a la part inferior, vela de mitjana, vela de contramitjana.

Nascut a Ragusa i funcionari del rei Alfons el Magnànim, fou autor d'un tractat de navegació extens que es conserva en forma de manuscrit (transcripció de Piero Falchetta). Pel que fa a les naus, Cotrugli parlava de les veles de les naus: vela de trinquet, vela mestra i 4 bonetes, i vela de mitjana.
| «                                                                      | La vela quatra ch’usano inelle nave have la maestra, et quattro bonecte, et deve havere dui maestre, la una de respecto, deve havere anchi la vela de la meçana, la vela delo trinchecto, de castel de prova. Lo qual trinchecto serve allo girare della nave et allo oscire dello portu, et anchi quando lo nauchiero vole che la nave faccia pocho cammino, et anchi adiuta andare la nave a l’orça. Et anchi si fa lo trinchecto alla gagia per rispecto chella nave se adiuta ad fare più cammino. Et anchi in nelle navi grosse fanno la meçana in su lo castello de poppe, et queste sonno le vele della nave. | » |
| — Cap.X: Della ferrera della nave. De Navigatione. Benedetto Cotrugli. | |   |

En la mateixa obra parlava de les mesures i formes de les naus i els baleners.
| «                                     | De Mesure delle Nave et Balonieri. C. XII [H]AVENO le navi et li navilii ordinate le mesure geometriche, le quali li maistri nolle deveno ingnorare, neque in genere neque in specie. La nave deve havere forma de nave ad guisa de baloneri, la qual forma usano ogi per essere de CCCC botte, lo qual è convenientissimo legno, de’ havere longeça per colomba gubiti XXXV, da roda in roda gubiti XXXXIII, apra in coperta per latitudine palmi XXVIIII, arboradura deve essere tanto quanto è longna la nave per colomba, ma allo genero se dà superchia arboradura per causa dello velegiare più superbo, et fasse tanto quanto è da roda a roda, gubiti XXXXIII. Altura fina in cinta palmi VIIII; lo buçone, cioè la sullevatura della coperta palmi II, carinaço palmi XI. Et questa è misura dello ballonero de CCCC bocte, che vando multo della burina. Et la vela deve essere o l’antenna larga quanto è larga la coperta tri volte, cioè palmi LXXXVII. Le nave per essere grosse e piate si regono in poppe meglio che li baloneri, ma de burina sondo dure et maxime quelle che usano pocho carinaço come le Venitiane per manco pescare perché al intrare dello farro de Venetia e’ non ci è troppo fundo, sculi scanni, et queste hanno uno timon da poppa, et a Gienoa quelle che passano mille botte se chiamano nave de convento. Li baloneri hanno tracto Bischaini et sogliono portare da L in LX remi et aiutanose de remi che è vantagio grande et maxime allo inscire dello portu. | » |
| — De Navigatione. Benedetto Cotrugli. | |   |

- 1480. Setge de Rodes.

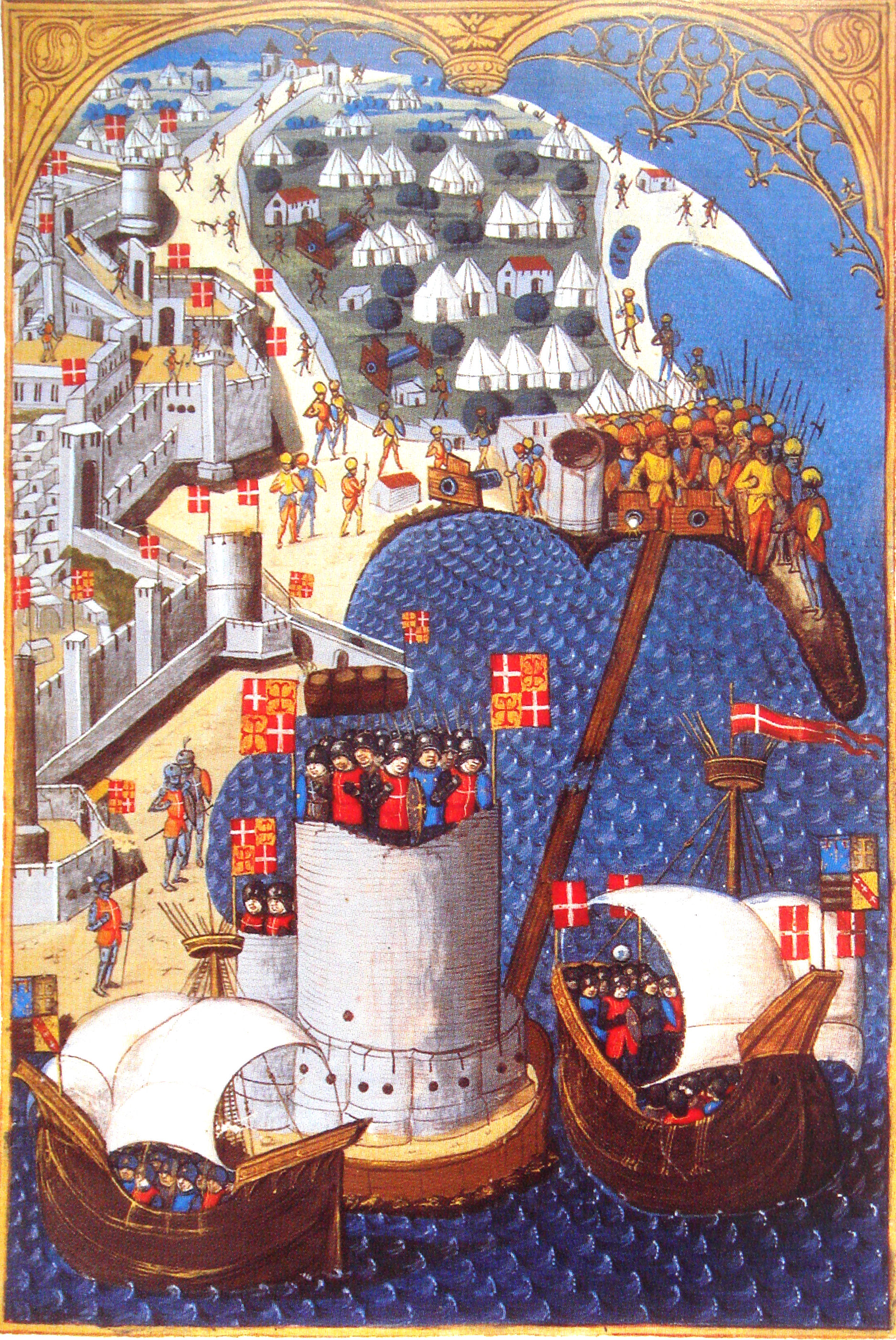
Setge de Rodes de 1480. Dues naus valencianes trameses pel rei de Nàpols Ferran d'Aragó. Vegeu el pont flotant parcialment destruït.

  - Dues naus valencianes, amb capitans valencians, acudiren en socors de Rodes.

- 1490-97. Negrona, nau genovesa de 4000 bótes.[27]

- 1492. La nau Santa Maria de Colom.[28]

- 1506. Carraca.[29]

- 1507. Gran nau egípcia "Mogarbina" capturada pels hospitalers.[30]

- 1520. Fou avarada la nau portuguesa Santa Catarina do Monte Sinai.[31]

- 1570. La Juliana (1570).